# Heliococcus dissimilis
Heliococcus dissimilis är en insektsart som beskrevs av Danzig 1980. Heliococcus dissimilis ingår i släktet Heliococcus och familjen ullsköldlöss.
Artens utbredningsområde är Mongoliet. Inga underarter finns listade i Catalogue of Life.